# Base aérea de Kansk-Dalniy
La base aérea de Kansk-Dalniy es una base militar aérea de Rusia situada a 9 km al sur de Kansk. Es una base de combate con unos 10 aviones de combate remotos.

## Historia de la base
Hasta 2009, Kansk fue la base del 712 IAP, 712.º Regimiento de Aviación Interceptora, que voló con aviones MiG-17 durante los años 70, con MiG-25, Su-15 durante los años 80 y con los aviones MiG-31 durante los años 90. En 2009 el Regimiento de Aviación Interceptora fue reubicado en la 6979.ª Base Aérea.
Dispone de una vieja pista de 2000 metros, sin pistas de rodaje y está situada entre la ciudad de Kansk y el aeródromo civil.
En diciembre de 2012, seis aviones de combate modernizados tipo MiG-31BM entraron en servicio con el Grupo Aéreo Kan. El Grupo Aéreo "Kansk" estuvo en servicio permanente de combate para la defensa aérea de las instalaciones administrativas, industriales y militares lo cual era su área de responsabilidad.
Anteriormente, el regimiento consistía en aviones de caza MiG-15, MiG-17 y Su-15TM. El 712 Guviap luchó en la Segunda Guerra Mundial, primero con cazas I-16 y luego con aviones La-5. Antes de la Segunda Guerra Mundial, el regimiento tenía su base en el Lejano Oriente y participó en varios conflictos fronterizos, muy frecuentes en aquella zona.
Desde mediados de los años 80 hasta 1994, el aeródromo estaba basado en 15 aviones pertenecientes al servicio OASO, Separate Aviation Rescue Squad, armados así como con el avión anfibio Tupolev, los aviones Mi-8T y los  An-12BP.
Hasta mediados de los años 90, el 662.º regimiento de entrenamiento de la 22.ª escuela de artilleros aéreos-operadores de radio, unidad militar 15435, estaba armado con aviones L-39, los An-2 y también tenía su base en el aeródromo los  An-24 HRV.
La ahora inactiva pista de aterrizaje de 2000 metros de longitud se encuentra entre la ciudad y el aeródromo, el antiguo aeródromo Kansk (Central), que fue cerrado en 1990.

## Accidentes e incidentes
- En abril de 2008, se produjo un grave accidente. En el minuto 21 del vuelo, cuando el avión se encontraba a una altitud de 16 213 m y una velocidad real de 2.414 km/h, la parte plegable de la cubierta de la carlinga de la primera cabina, en la que se encontraba el Teniente Coronel Kozitsky KN, se rompió y se despresurizaron ambas cabinas del avión. La tripulación tomó medidas para reducir la velocidad y la altitud a temperaturas extremadamente bajas, por debajo de -55 grados centígrados, y luego hizo un aterrizaje seguro en el aeródromo. Por el profesionalismo demostrado, la tripulación formada por teniente coronel Vladimir Prikhodko y por Konstantin Kozitsky fue presentada por el Comando de la Fuerza Aérea a los premios que el estado otorga en estos casos.[5]